# Uther Pendragon

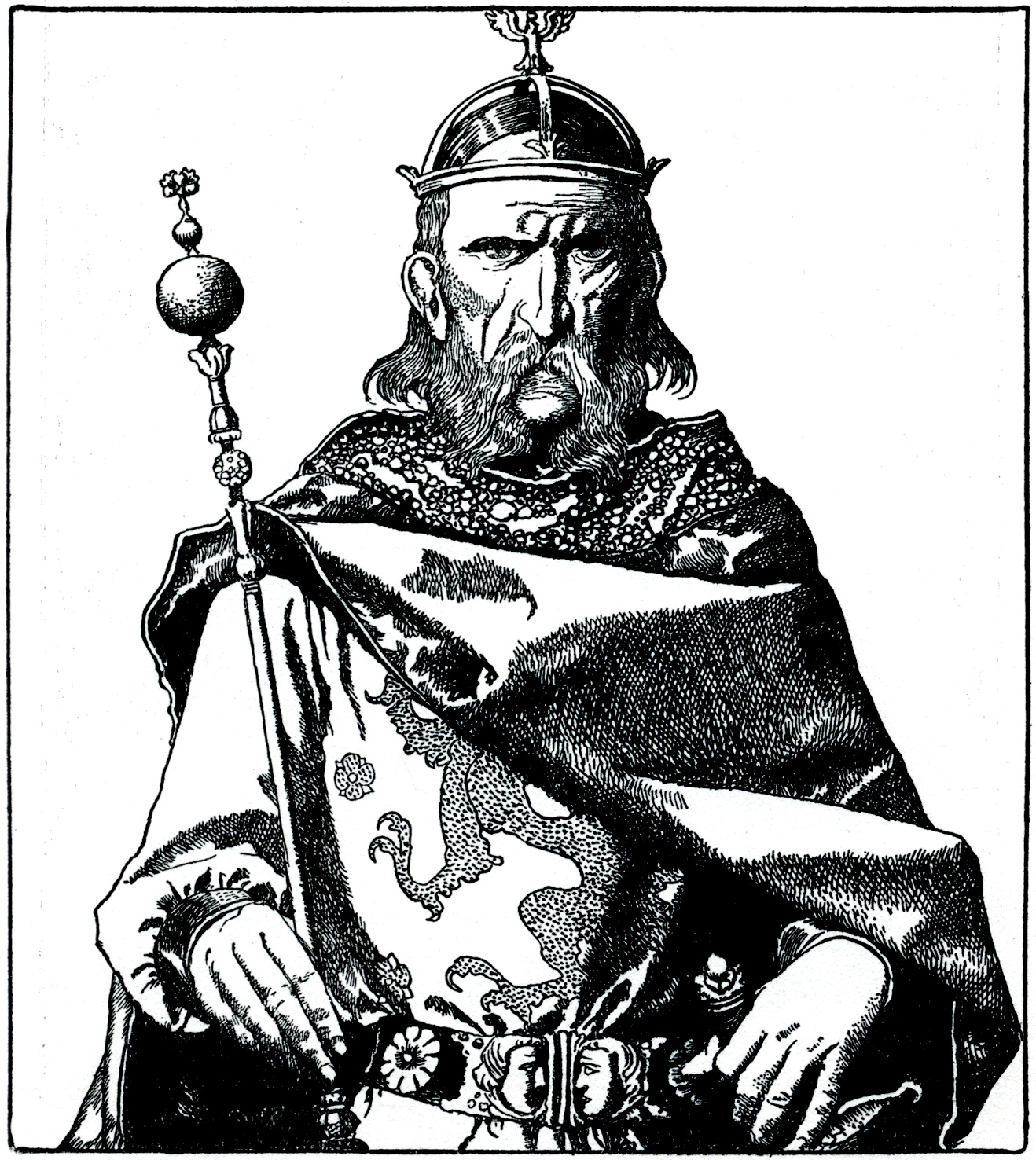
Representación de Uther Pendragon hecha por Howard Pyle.

Uther Pendragon, también conocido como Uter Pendragon, Uterpandragón, o Uthr (de las voces galesas Wthyr Bendragon, Uthr Bendragon, Uthyr Pendraeg), es un rey mítico de la Britania posromana, padre del rey Arturo.
Uther Pendragon es mencionado por primera vez en la literatura en un poema galés, el poema XXXI de El libro negro de Carmarthen. En esta obra, el personaje no guarda relación alguna con el rey Arturo. La biografía completa de Uther es escrita de manera definitiva en la obra de Godofredo de Monmouth Historia Regum Britanniae ("Historia de los reyes de Bretaña"), en el siglo XII. La inclusión de Uther en el texto pseudohistórico de Monmouth sirvió como base para las versiones siguientes de la historia del personaje. En dicha obra, Monmouth establece la relación entre Uther y Arturo, aunque la crítica no ha podido establecer con certeza la razón de Monmouth para determinar el parentesco. Una hipótesis sugiere que tal parentesco ya era parte de tradiciones más antiguas y Monmouth simplemente lo recogió para su obra. Otra sugiere que la relación se originó por un malentendido, ya que la palabra uthr significa "terrible" en idioma galés, y en algunas fuentes Arturo es identificado con este epíteto. De este modo, es posible que se haya trastocado "Arturo el terrible" por "Arturo, hijo de Uther".
En la Historia Regum Britanniae, Uther es hijo de Constantino III, y hermano de Aurelio Ambrosio.
Tanto en la Historia Regum Britanniae como en otras obras, Pendragon es un personaje relativamente ambiguo, descrito como un rey fuerte y defensor del pueblo, que sin embargo consigue satisfacer su deseo por Igraine, madre de Arturo, gracias a un ardid. El asunto de la procreación ilegítima es un tema que reaparece en varias ocasiones en la literatura artúrica, tanto en la concepción de Galahad, hijo de Lanzarote del Lago, como de Mordred, hijo de Arturo.

## Pendragon
El apellido de Uther es probablemente un epíteto, pues de manera literal significa "cabeza de dragón" o "dragón a la cabeza", lo cual tal vez en un sentido figurado alude al guerrero en jefe. En las historias más antiguas, Uther es llamado "Pendragon" porque es testigo de un gran cometa en forma de dragón, lo que le inspira para usar dragones en sus estandartes. Otras versiones posteriores narran que Aurelio Ambrosio fue quien presenció el paso del cometa, y cuando murió le pidió a Uther que adoptara el epíteto Pendragon en su honor.
En la novela "La última legión" (2002) del escritor italiano Valerio Massimo Manfredi, Uther es el nombre que adoptó Rómulo Augústulo, último emperador romano tras ser depuesto por Odoacro, en su posterior huida a Britania. Allí se enfrentaría a las invasiones sajonas aliándose con los britano-romanos y dando origen a las leyendas artúricas.